# Itoplectis marianneae
Itoplectis marianneae là một loài tò vò trong họ Ichneumonidae.